# Post (musikalbum)
Post är den isländska sångerskan Björks tredje soloalbum, utgivet i juni 1995. Producenter för albumet var förutom Björk och Nellee Hooper den här gången också Graham Massey, Tricky, Howie B samt Marius de Vries. Som en följd av dessa producenters medverkan kunde Björk utforska nya musikaliska områden såsom triphop och storband.
Singlarna från albumet var "Army of Me", "Isobel", "It's Oh So Quiet", "Hyperballad", "Possibly Maybe" och "I Miss You". Tre av dem kom in på brittiska topp 10-listan.

## Albumtiteln
Namnet "Post" kom till av två anledningar. Den första var att Björk såg Debut och Post som en serie; låtarna på Debut skrevs innan hon flyttade till England medan låtarna på Post skrevs efter att ha upplevt landet ett tag. Den andra var att hon såg albumet som att posta sina känslor ("for me, all the songs on the album are like saying, 'listen, this is how I'm going'"). Den vita skjortan med blå och röda detaljer som Björk bär på omslaget är en allusion på ett flygpostkuvert, vilket ger "Post" den ytterligare betydelsen "brev".

## Låtlista
| Nr  | Titel                      | Kompositör                                  | Producent                           | Längd |
| --- | -------------------------- | ------------------------------------------- | ----------------------------------- | ----- |
| 1.  | Army of Me                 | Björk, Graham Massey                        | Björk, Graham Massey, Nellee Hooper | 3:54  |
| 2.  | Hyperballad                | Björk                                       | Björk, Nellee Hooper                | 5:21  |
| 3.  | The Modern Things          | Björk, Graham Massey                        | Björk, Graham Massey, Nellee Hooper | 4:10  |
| 4.  | It's Oh So Quiet           | Bert Reisfeld, Hans Lang                    | Björk, Nellee Hooper                | 3:38  |
| 5.  | Enjoy                      | Björk, Tricky                               | Björk, Tricky                       | 3:57  |
| 6.  | You've Been Flirting Again | Björk                                       | Björk                               | 2:29  |
| 7.  | Isobel                     | Björk, Marius de Vries, Nellee Hooper, Sjón | Björk, Nellee Hooper                | 5:47  |
| 8.  | Possibly Maybe             | Björk                                       | Björk, Nellee Hooper                | 5:06  |
| 9.  | I Miss You                 | Björk, Howie Bernstein                      | Björk, Howie Bernstein              | 4:03  |
| 10. | Cover Me                   | Björk                                       | Björk                               | 2:06  |
| 11. | Headphones                 | Björk, Tricky                               | Björk, Tricky                       | 5:40  |

| 12. | I Go Humble | Björk, Mark Bell | Mark Bell | 4:44 |

| 1. | Sweet Intuition                       | Björk, Andy Turner, Ed Handley, Ken Downie | Björk, The Black Dog                  | 4:43 |
| 2. | Venus as a Boy (Harpsichord version)  | Björk                                      | Björk, Guy Sigsworth                  | 2:13 |
| 3. | Hyperballad (Brodsky Quartet version) | Björk                                      | Björk, Nellee Hoper, Brodsky Quartet  | 4:20 |
| 4. | Charlene                              | Björk, The Black Dog                       | Björk, The Black Dog, Marius de Vries | 4:44 |

## Medverkande
- John Altman – orkesterarrangemang, dirigent
- Gary Barnacle – sopransaxofon
- Howie Bernstein – producent, programmering, ljudtekniker, mixning
- Björk – sång, producent, keyboard, elorgel, strängarrangemang, brassarrangemang
- Stuart Brooks – trumpet
- Jim Couza – hackbräde
- Einar Orn – trumpet
- Eumir Deodato – strängarrangemang, dirigent
- Marcus Dravs – programmering, ljudtekniker, mixning
- Al Fisch – ljudtekniker
- Lenny Franchi – programmering, ljudtekniker
- Martin Gardiner – Lotus flower modellering
- Isobel Griffiths – orkesterentreprenör
- Nellee Hooper – producent
- Graham Massey – producent, keyboard, programmering
- Me Company – illustrationer
- Maurice Murphy – trumpet
- Tony Pleeth – cello
- Steve Price – ljudtekniker
- Stéphane Sednaoui – fotografi
- Guy Sigsworth – cembalo
- Talvin Singh – slagverk
- Rob Smissen – altfiol
- Mark "Spike" Stent – mixning
- Al Stone – ljudtekniker
- Tricky – producent, keyboard, programmering
- Marius de Vries – keyboard, programmering
- Gavin Wright – orkesterledare